# يورغن فورستر
يورغن فورستر (بالألمانية: Jürgen Förster)‏ هو مؤرخ العصر الحديث ‏ ألماني، ولد في 3 مايو 1940 في ليبيريتس في التشيك.